# La Thorillière (Schauspieler, 1626)

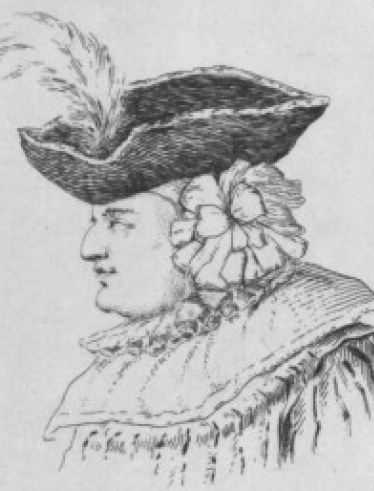
François Le Noir genannt La Thorillière

La Thorillière (* 1626; † 27. Juli 1680), bürgerlich François Le Noir, war ein französischer Schauspieler und Autor.

## Biographie
François Le Noir war von Adel und diente erst als Capitaine in einem lothringischen Infanterieregiment. 1658 heiratete er und war zwei Jahre später bis zum Maréchal de camp aufgestiegen. Seine Frau Marie Petit-Jean war die Tochter des Schauspielers und Leiters der Troupe du Marais. 1660 quittierte Le Noir den Dienst in der Armee und trat, protegiert durch seinen Schwiegervater, in die Troupe du Marais ein. Wenig später, im Jahr 1662, verließ er die Troupe du Marais, um sich der Troupe de Molière anzuschließen. Wann sich Le Noir den Künstlernamen La Thorillière zulegte, ist nicht bekannt.
Molières Entscheidung für das Engagement Le Noirs war vordergründig dessen gutes Aussehen, auch wenn er noch viel zu lernen hatte. 1663 wagte Molière den Schritt und gab Le Noir eine Hauptrolle. Er spielte in dem Stück l'impromptu de Versailles die Rolle des marquis fâcheux. Schon im darauffolgenden Jahr schrieb ihm Molière die Rolle des Géronimo in Mariage forcé auf den Leib.
In den folgenden Jahren spielte er in allen Stücken Molières wie Der Menschenfeind, Tartuffe, Amphitryon oder George Dandin in der Hauptbesetzung, Haupt- und auch Nebenrollen. Einige Male wirkte er auch in Stücken von Jean Racine mit.
Als Molière 1673 unerwartet starb, lernte Le Noir innerhalb von sechs Tagen die Rolle des Argan in Der eingebildet Kranke, die Molière bis dahin selbst eingenommen hatte. Führungslos schloss sich die ehemalige Troupe de Molière mit der Troupe du Marais zusammen. Schließlich fand Le Noir zusammen mit seiner Truppe eine neue Heimat im Hôtel de Bourgogne. Dort stieg er in die Administration und Verwaltung auf. Le Noir starb 1680, angeblich an Kummer, den die Entführung seiner Tochter Thérèse durch Dancourt verursacht hatte.
Le Noirs Sohn Pierre trat mit demselben Künstlernamen in die Fußstapfen seines Vaters. Seine ältere Tochter Charlotte, ebenfalls Schauspielerin, heiratete Michel Baron und die entführte Thérèse wurde Dancourts Frau. Von Le Noirs jüngster Tochter Marie-Madeleine ist lediglich bekannt, dass sie bürgerlich geheiratet hat.

## Veröffentlichungen
- Premier registre de La Thorillière (1663–1664), Genf : Slatkine Reprints, 1969
- Le bourgeois gentilhomme : comédie-ballet en prose en 5 actes, Chambord : Château de Chambord